# Fox terrier de pelo duro
El fox terrier de pelo duro es un perro perteneciente al grupo de los terriers . Se trata de un fox terrier y, aunque tiene un parecido con un fox terrier de pelo liso, se piensa que se han desarrollado por separado.
En regiones de Europa y América Latina esta raza puede ser asociada con la clase alta debido a su apariencia elegante y distinguida.

## Apariencia

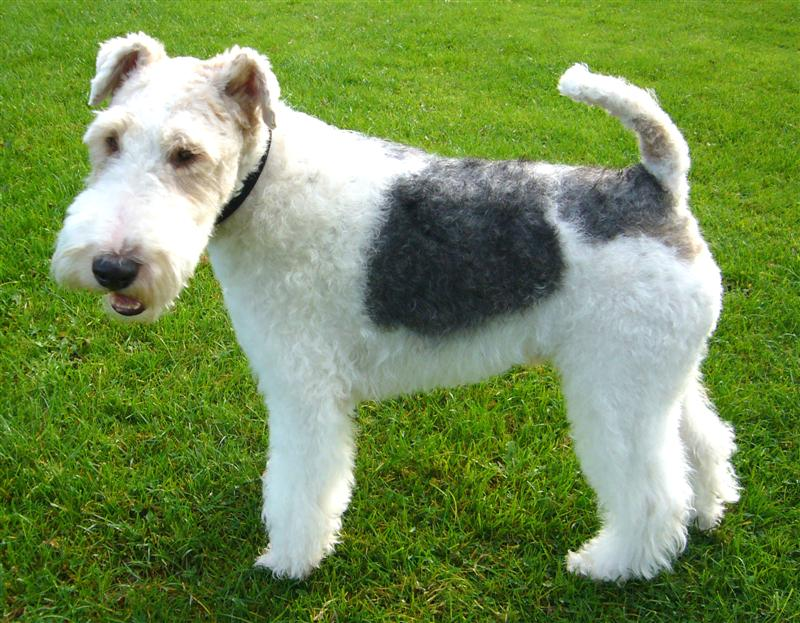
Fox terrier de pelo duro con manto tricolor.

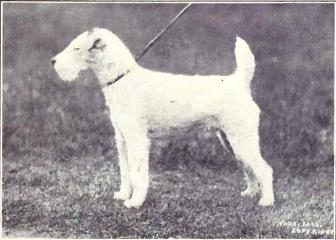
Ejemplar en 1915.

El fox terrier de pelo duro es un perro robusto y equilibrado con un peso entre 7 y 9,5 kg que no debe medir más de 39,5 cm de altura a la cruz.
Su manto rudo es su distintivo, con colores en los que predomina la base de blanco con marcas marrones en cara y orejas, así como un «silla de montar» de color negro o gran mancha de color, pudiendo haber otras marcas negras o marrones en el cuerpo.

## Temperamento
Dos de las distinciones de los fox terrier de pelo duro son su energía y su inteligencia. Tiene un umbral bajo para el aburrimiento y necesita estímulos, ejercicio y atención. Es un animal de compañía que requiere una atención casi constante. A la mayoría de ellos les gusta nadar.
Es un perro alerta, rápido y preparado para la respuesta que responde rápidamente con entusiasmo, debiendo ser también amigables, comunicativos y juguetones si reciben el ejercicio y cuidado adecuados. Se recomienda su adiestramiento desde cachorros debido a que pueden llegar a ser tercos y no obedecer a los dueños si no tienen un entrenamiento adecuado. Criados para pensar por su cuenta, son capaces de realizar maniobras tácticas y otros deportes caninos como el Agility.
A menudo estos perros son abandonados por razones como salir huyendo en vez de venir al darles una orden, perseguir coches y bicicletas o atacar a otros animales, (a los gatos de la casa o a otros perros), siendo capaces de causar graves daños, pero estos son en realidad comportamientos normales para una raza diseñada para cazar zorros, tejones y jabalíes, sin más miedo a una vaca o a un autobús que a una pequeña presa.
Mantener uno como mascota requiere un control firme para redirigir estos instintos de presa, sin dejar de proporcionarle suficiente ejercicio y diversión. Con la supervisión diligente, los fox terrier de pelo duro pueden ser divertidos, excitantes y longevos animales de compañía. 
Según la Federación Cinológica Internacional desde el 2009 se prohíbe la amputación de la cola de la raza fox terrier.